# Adesmus phoebinus
Adesmus phoebinus là một loài bọ cánh cứng trong họ Cerambycidae.